# Kasaragod
Kasaragod là một thành phố và khu đô thị của quận Kasaragod thuộc bang Kerala, Ấn Độ.

## Địa lý
Kasaragod có vị trí 12°30′B 75°00′Đ / 12,5°B 75°Đ Nó có độ cao trung bình là 19 mét (62 feet).

## Nhân khẩu
Theo điều tra dân số năm 2001 của Ấn Độ, Kasaragod có dân số 52.683 người. Phái nam chiếm 49% tổng số dân và phái nữ chiếm 51%. Kasaragod có tỷ lệ 79% biết đọc biết viết, cao hơn tỷ lệ trung bình toàn quốc là 59,5%: tỷ lệ cho phái nam là 82%, và tỷ lệ cho phái nữ là 76%. Tại Kasaragod, 13% dân số nhỏ hơn 6 tuổi.